# Krejance
Krejance (nemško Krejanzach) je naselje v Občini Galicija v Okraju Velikovec na Koroškem v Avstriji.